# باسكال بيلارغيون
باسكال بيلارغيون هو لاعب كرة قدم كندية كندي، ولد في 19 فبراير 1986 في Saint-Anselme ‏ في كندا.